# Ernesto Machado
Ernesto Duarte Machado da Silva (ur. 30 września 1900 w Rio de Janeiro) – piłkarz brazylijski grający na pozycji napastnika.
Ernesto Machado całą karierę piłkarską spędził w klubie Fluminense FC, gdzie grał w latach w 1917–1923. Z Fluminense trzykrotnie zdobył mistrzostwo stanu Rio de Janeiro – Campeonato Carioca w 1917, 1918 i 1919 roku.
Ernesto Machado wziął udział w turnieju Copa América 1921. Brazylia zajęła drugie miejsce, a Ernesto Machado zagrał w meczach z we wszystkich trzech meczach turnieju z Urugwajem i Paragwajem, w którym zdobył dwie bramki. Były to jedyne jego występy w barwach canarinhos.